# Bataille de Monterey Pass
Guerre de Sécession
La bataille de Monterey Pass est un combat mineur de la guerre de Sécession qui a lieu les 4 et 5 juillet 1863, dans les montagnes des South Mountain, dans le Maryland. Elle fait partie de la campagne de Gettysburg.
Un convoi de ravitaillement sudiste, appartenant au IIe Corps de l'armée de Virginie du Nord et en retraite après la défaite de Gettysburg est attaqué par des éléments de cavalerie nordiste. Ces derniers feront plusieurs centaines de prisonniers et détruiront un grand nombre de chariots.

## Contexte

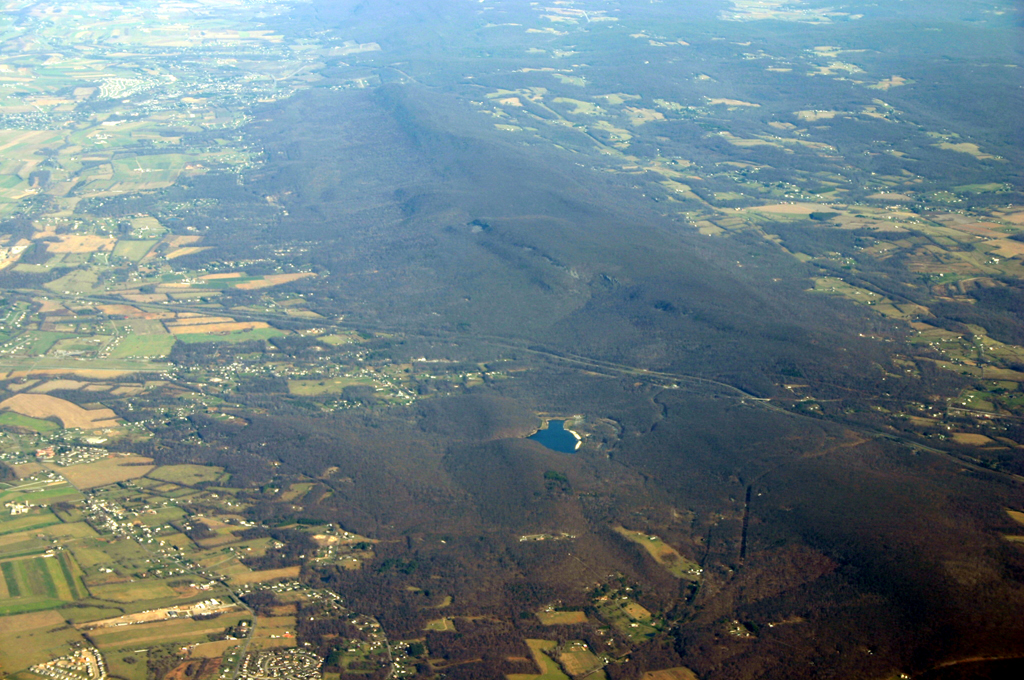
South Mountain. Monterey Pass est tout en haut de la photo.

La bataille de Gettysburg est un échec pour les confédérés. Leur armée se replie vers le sud. Elle emprunte la vallée de Shenandoah, située à l'ouest de la chaîne des Blue Ridge Mountains que prolonge au nord les South Mountain.
L'armée sudiste en retraite se trouve donc séparée des forces nordistes par ces reliefs montagneux. L'objectif des fédéraux sera de profiter des cols praticables dans ces montagnes pour attaquer de flanc l'ennemi en retraite.

## Forces en présence

### Forces sudistes
- 6e régiment de cavalerie de Virginie.
- 4e régiment de cavalerie de Caroline du Nord.
- 1er bataillon de cavalerie du Maryland (20 hommes).
- Batterie d'artillerie montée du capitaine Courtney : un unique canon de 12 livres, type Napoléon[2].

### Forces nordistes
- Division de cavalerie du brigadier-général Judson Kilpatrick.
  - Brigade Fansworth
    - 5e New York
    - 18e Pennsylvanie
    - 1er Vermont
    - 1er Virginie de l'ouest

  - Brigade Custer
    - 1er Michigan
    - 5e Michigan
    - 6e Michigan
    - 7e Michigan
- Brigade de cavalerie du colonel Pennock Huey.
- Artillerie montée :
  - 2e U.S. Artillery, batterie M,

## Combat

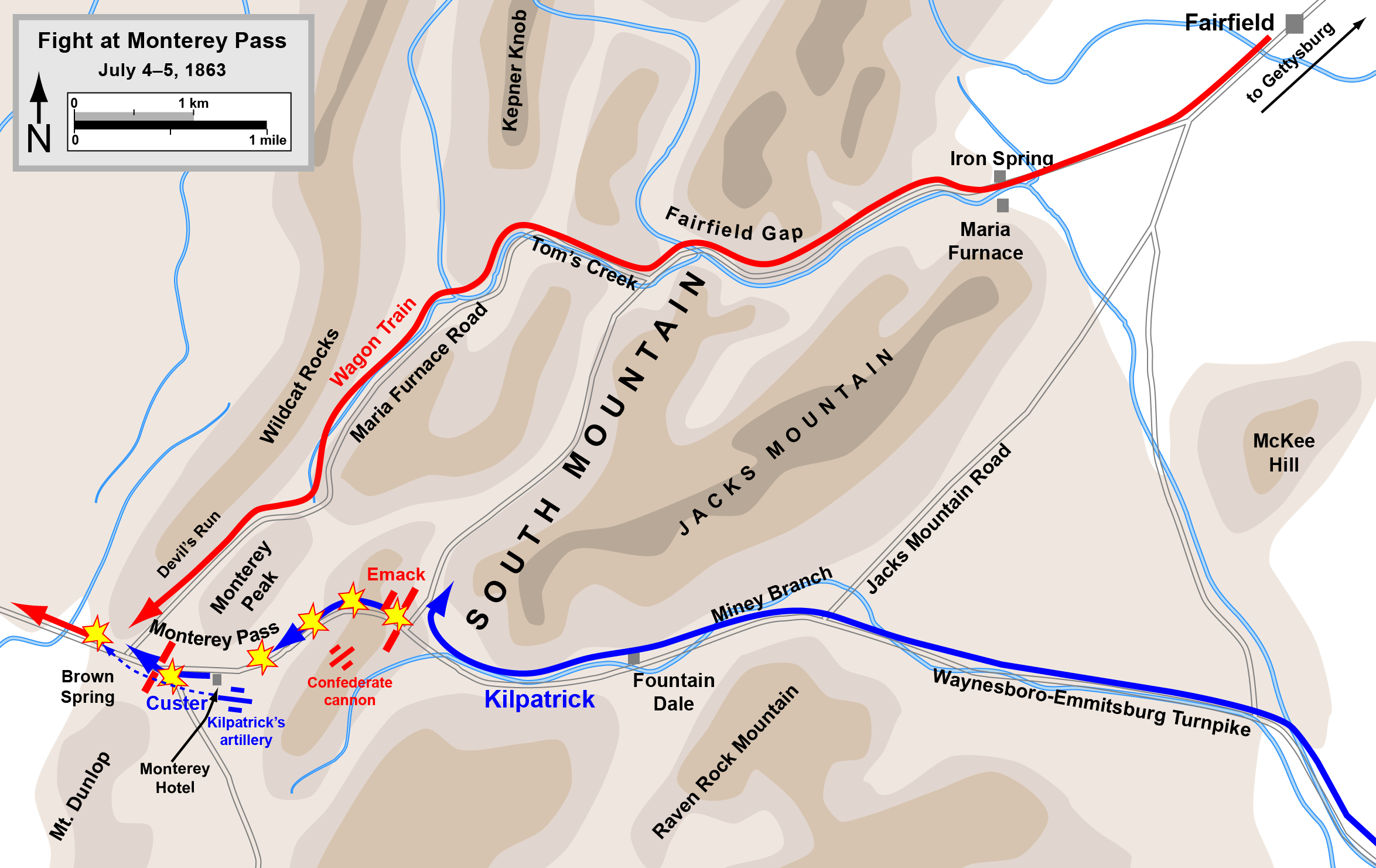
Bataille de Monterey Pass

### 4 juilletau soir: défense du col
À la tombée de la nuit, et sous une pluie battante, les premiers éléments du 5e Michigan approchent du col. Ils sont reçus à coups de canon par l'unique pièce des sudistes. 8 des cavaliers sudistes chargent la tête du régiment nordiste et le repoussent en désordre. Quand les cavaliers bleus réapparaissent, ils tombent dans une embuscade et reculent à nouveau, trompés sur le nombre de leurs adversaires.
Vers 3 heures du matin, les fédéraux ont réussi à franchir la passe. La poignée de sudistes a pu les retarder 5 heures, permettant ainsi à près de la moitié du convoi de passer.